# Galíndez-Insel
Die Galíndez-Insel (französisch Île Galíndez, englisch Galíndez Island) ist eine Insel vor der Westküste der Antarktischen Halbinsel. Sie liegt unmittelbar östlich von Winter Island in der Gruppe der Argentinischen Inseln des Wilhelm-Archipels. 320 m nordwestlich der Galíndez-Insel liegen The Buttons, zwei weitere kleine Inseln. Von Winter Island nach Westen trennt sie die Stella Creek, nach Norden von Grotto Island und Corner Island der Meek Channel sowie nach Süden von Skua Island der Cornice Channel.
Entdeckt wurde sie von Teilnehmern der Vierten Französischen Antarktisexpedition (1903–1905) unter der Leitung des Polarforschers Jean-Baptiste Charcot. Charcot benannte die Insel nach Ismael F. Galíndez (1871–1918), Leiter der argentinischen Expedition nach Laurie Island (1904–1905) zur Errichtung der Orcadas-Station. Eine Vermessung der Insel erfolgte bei der British Graham Land Expedition (1934–1937) unter der Leitung des australischen Polarforschers John Rymill.
Auf der Insel liegt die ukrainische Wernadski-Station.